# Amazona cuavermella
L'amazona cuavermella (Amazona brasiliensis) és una espècie d'ocell de la família dels psitàcids que habita els boscos de les terres litorals del sud-est del Brasil.
L'ocell està amenaçat per la pèrdua d'hàbitat i la captura per al comerç d'ocells silvestres, i és un símbol dels esforços per conservar un dels ecosistemes biològicament més diversos de la Terra. En conseqüència, és considerat gairebé amenaçat per BirdLife International i la UICN. El 1991–92, la població havia estat per sota dels 2000 individus. Després dels esforços de conservació en curs, un recompte i una estimació del 2015 suggereixen una població de 9.000–10.000, cosa que indica que aquesta espècie s'està recuperant. Un estudi recent mostra que la població d'aquesta espècie és estable a l'estat de Paraná, al sud del Brasil, cosa que revela una fluctuació de la tendència poblacional durant els darrers dotze anys.

## Descripció
L'amazona cuavermella pesa uns 425 g i mesura aproximadament 35 cm de llarg. Com s'espera del nom comú, té una banda vermella ampla a la cua, però com que es limita en gran part a les membranes internes de les plomes, és visible principalment des de baix o quan la cua està oberta. A més, la cua té una punta groga ampla i les rectores externes són de color blau porpra fosc a la base. El plomatge restant és verd, mentre que la gola, les galtes i les auriculars són de color blau porpra, la corona és vermella i les rectores tenen una punta ampla de color blau fosc. El bec és groguenc amb una punta negrós a la mandíbula superior, un anell ocular gris pàl·lid i l'iris taronja. Els juvenils tenen un plomatge més apagat i iris marrons.

## Hàbitat
L'amazona cuavermella és originària dels boscos costaners de la Serra do Mar. Aquesta espècie està gairebé completament restringida a les terres baixes, i normalment es troba a altituds inferiors als 200 metres sobre el nivell del mar, tot i que de vegades arriba a altituds de fins a 700 m.

## Comportament
L'amazona cuavermella se sol trobar en parelles o estols, que ocasionalment poden arribar a tenir diversos centenars d'individus durant la temporada no reproductora. Principalment, descansa i es reprodueix a les illes costaneres, però la major part de la recerca d'aliment té lloc al continent proper, on els ocells busquen principalment fruites, però la dieta també inclou llavors, flors, nèctar i, rarament, insectes.

## Reproducció
L'amazona cuavermella es reprodueix en manglars i a les illes, en boscos costaners. La temporada de reproducció dura de setembre a febrer, quan ponen tres o quatre ous en cavitats naturals d'arbres. El període d'incubació és de 27 a 28 dies, i el període de cria de 50 a 55 dies addicionals.

## Amenaces

### Pèrdua d'hàbitat
La recent industrialització del Brasil, acompanyada d'un intens creixement econòmic i demogràfic, és en gran part responsable de l'estat d'extinció del lloro. Cada any, la tala extensiva arrasa parcel·les de terra verges que abans allotjaven milers d'espècies de plantes, insectes i animals. Les zones terrestres equivalents en mida a països petits s'esvaeixen en qüestió de mesos. Aquesta tala contínua destruint l'hàbitat i amenaçant la limitada distribució geogràfica de l'ocell. La tala extensiva també destrueix les espècies vegetals autòctones que proporcionen aliment i refugi als ocells. Com a resultat, els ocells es veuen obligats a traslladar-se a zones menys adequades. Sovint, els lloros no poden localitzar menjar i moren.
La destrucció de l'hàbitat és una de les principals forces que impulsen l'amazona cuavermella a l'extinció. La creixent demanda de fusta, agricultura i desenvolupament d'habitatges al Brasil ha provocat que els boscos es talin a un ritme sense precedents. De fet, s'ha talat el 93 % del bosc costaner atlàntic original, que és l'hàbitat principal de l'ocell. Ara, el 7% de la terra que queda està tan fragmentada per camins i carreteres que els grans estols d'ocells tenen dificultats per trobar prou menjar en qualsevol franja. Aquesta fragmentació és particularment devastadora per als ocells, ja que només s'alimenten en una franja de 4700 km, entre Rio de Janeiro i Curituba.
La fragmentació no només limita les fonts d'aliment, sinó que també crea problemes addicionals per als ocells. A mesura que continua el desenvolupament de carreteres i zones residencials, la terra restant es fragmenta tant que els lloros es veuen obligats a viure en hàbitats de vora. Aquests hàbitats de vora deixen els llocs de nidificació vulnerables tant a la depredació humana com animal.

### Caça furtiva
La destrucció de l'hàbitat no és l'única raó per la qual els ocells estan en perill d'extinció. El tràfic d'animals també amenaça l'amazona cuavermella. Segons el Fons Mundial per a la Natura, "el tràfic d'animals és el tercer comerç il·legal més gran del món, darrere de la venda il·lícita de drogues i armes, amb un total de 1.500 milions de dòlars anuals només al Brasil".
Les amazones cuavermella són un objectiu particularment fàcil per als traficants gràcies als colors intensos i a les zones de cria aïllades. Un estudi va assenyalar que de quaranta-set nius monitorats entre 1990 i 1994, quaranta-un van ser robats per humans. Els brasilers rurals i de baixos ingressos estan desesperats per diners i capturen els ocells per als comerciants. Al seu torn, els comerciants paguen als locals 30 dòlars per ocell i venen els ocells per 2.500 dòlars cadascun als compradors.
Els col·leccionistes de caça salvatge, molts d'ells brasilers, volen els ocells vius com a trofeus, mascotes o com a complements per als seus zoològics privats. Part del que fa que el tràfic d'animals sigui tan perjudicial per als lloros és la naturalesa destructiva del procés. Sovint, els traficants danyen els nius fràgils mentre retiren els ocells. Aquest dany impedeix la nidificació futura i obliga els ocells a reconstruir-se en un altre lloc.
Un cop retirats els ocells, la situació només empitjora. Els traficants els passen de contraban a través de les fronteres en contenidors massa petits per contenir-los correctament. Com a resultat, molts lloros moren durant el viatge de set, fam, extremitats trencades o simplement de por. Les xifres de mortalitat són sorprenents: nou de cada deu lloros transportats moren abans d'arribar a la destinació final.
La ineficàcia del tràfic d'animals crea un cercle viciós. Molts ocells són capturats en el bosc perquè molt pocs arriben a la destinació. Com a resultat, els ocells es tornen cada cop més difícils de trobar. En conseqüència, la invasió dels boscos per al tràfic esdevé més freqüent, cosa que amenaça encara més l'ecosistema i la fauna.

## Conservació

### Educació i recursos
S'estan prenent diverses mesures per garantir la seguretat dels lloros. Ja està en marxa un programa destinat a educar la població local sobre la importància dels ocells. Establert el 1997, el Programa d'Educació Ambiental per a la Conservació de l'amazona cuavermella se centra en la reducció de les amenaces a l'ocell a través de programes educatius.
Treballant específicament amb estudiants, dones i artistes, el Programa d'Educació Ambiental organitza diversos tallers i excursions per promoure la consciència sobre l'amazona cuavermella, en perill d'extinció. El programa espera que aquests tallers i excursions il·lustrin la importància de la conservació i, en conseqüència, redueixin la tala d'arbres i el tràfic d'animals.

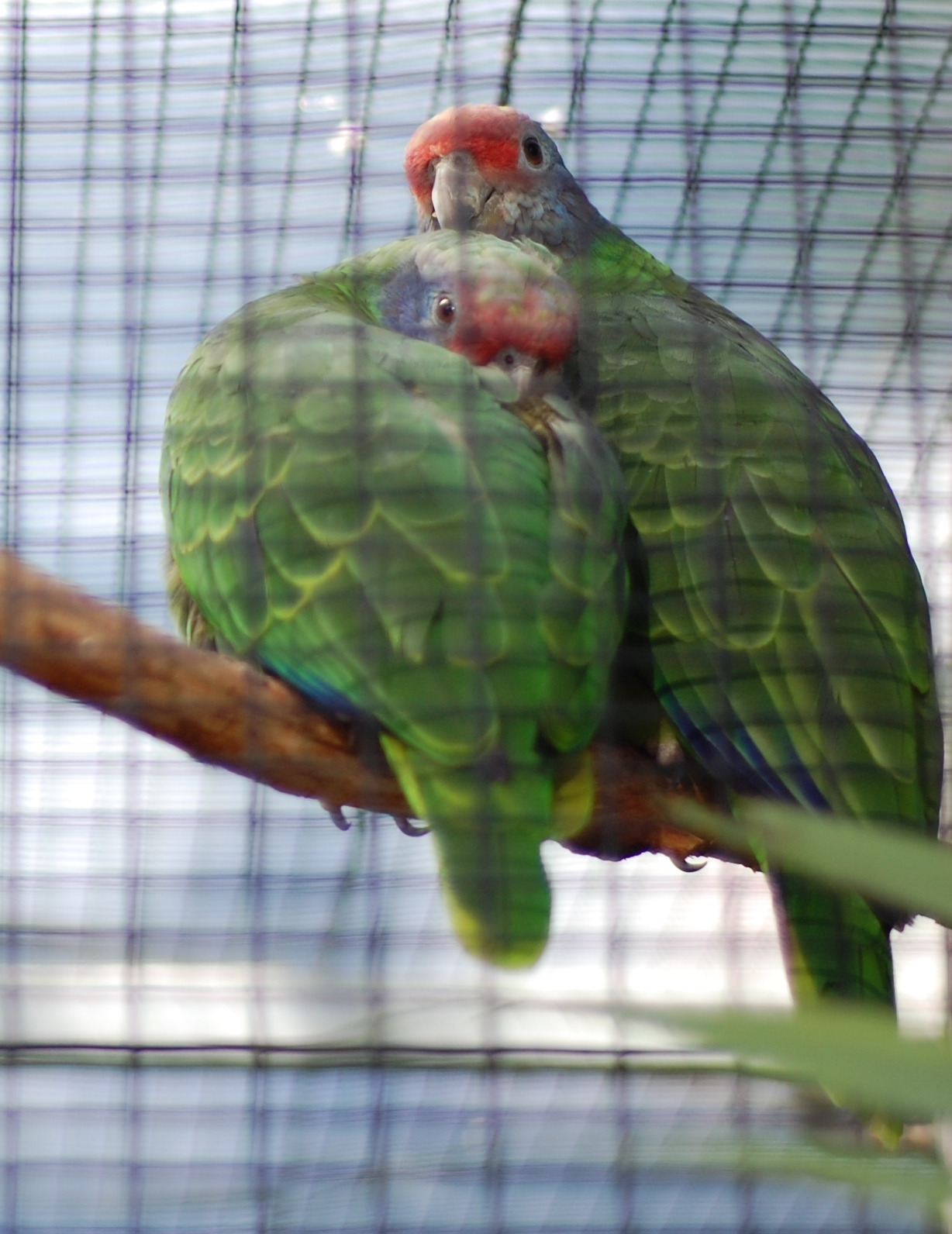
En captivitat.

### Legislació
També s'han pres mesures per aturar el tràfic il·legal de lloros als Estats Units. La Llei d'Espècies en Perill d'Extinció (ESA) dels Estats Units i el Servei de Pesca i Fauna Salvatge dels Estats Units actuen com la protecció més gran de l'amazona cuavermella contra el transport il·legal als EUA. Com que l'ocell està catalogat com a en perill d'extinció segons aquesta llei, si s'importa il·legalment als EUA, l'ocell serà confiscat i el portador, castigat. El Servei de Pesca i Vida Salvatge dels Estats Units busca prevenir la importació il·legal d'animals mitjançant l'establiment de llocs de cerca als aeroports. L'equipatge es registra manualment i moltes vegades es porten gossos entrenats per registrar les bosses a la recerca de rastre d'animals.
La Convenció sobre el Comerç Internacional d'Espècies Amenaçades de Fauna i Flora Silvestres (CITES) també protegeix l'espècie del comerç internacional inclosa a l'Apèndix I, el grau de protecció més estricte.
L'ESA i la CITES són la principal protecció governamental de l'amazona cuavermella. Controlen el comerç d'individus fins a cert punt; tanmateix, sovint les lleis no s'apliquen adequadament.

## Importància
L'amazona cuavermella té un paper vital en la dispersió de llavors. Com que els ocells cobreixen extenses àrees mentre s'alimenten, són uns dispersors de llavors extraordinaris. A mesura que els ocells migren entre el continent atlàntic i les illes costaneres, dispersen llavors a través dels excrements. La distribució de llavors d'aquesta extensió ajuda a crear i mantenir la biodiversitat al continent i a les illes.

## Taxonomia
El 1751, el naturalista anglès George Edwards va incloure una il·lustració i una descripció de l'amazona cuavermella al quart volum de la seva obra A Natural History of Uncommon Birds. Va utilitzar el nom anglès "The Brasilian green parrot". Edwards va basar el seu gravat acolorit a mà en un ocell viu que s'exposava a la botiga d'un fabricant de gàbies d'ocells a Londres. Quan el 1758 el naturalista suec Carl Linnaeus va actualitzar el seu Systema Naturae per a la desena edició, va incloure l'amazona cuavermella en el gènere Psittacus. Linnaeus va incloure una breu descripció, va encunyar el nom binomial Psittacus brasiliensis i va citar l'obra d'Edwards. L'amazona cuavermella és ara un dels prop de 30 lloros col·locats al gènere Amazona que va ser introduït pel naturalista francès René Lesson el 1830.